# Hipótese dos três setores da economia

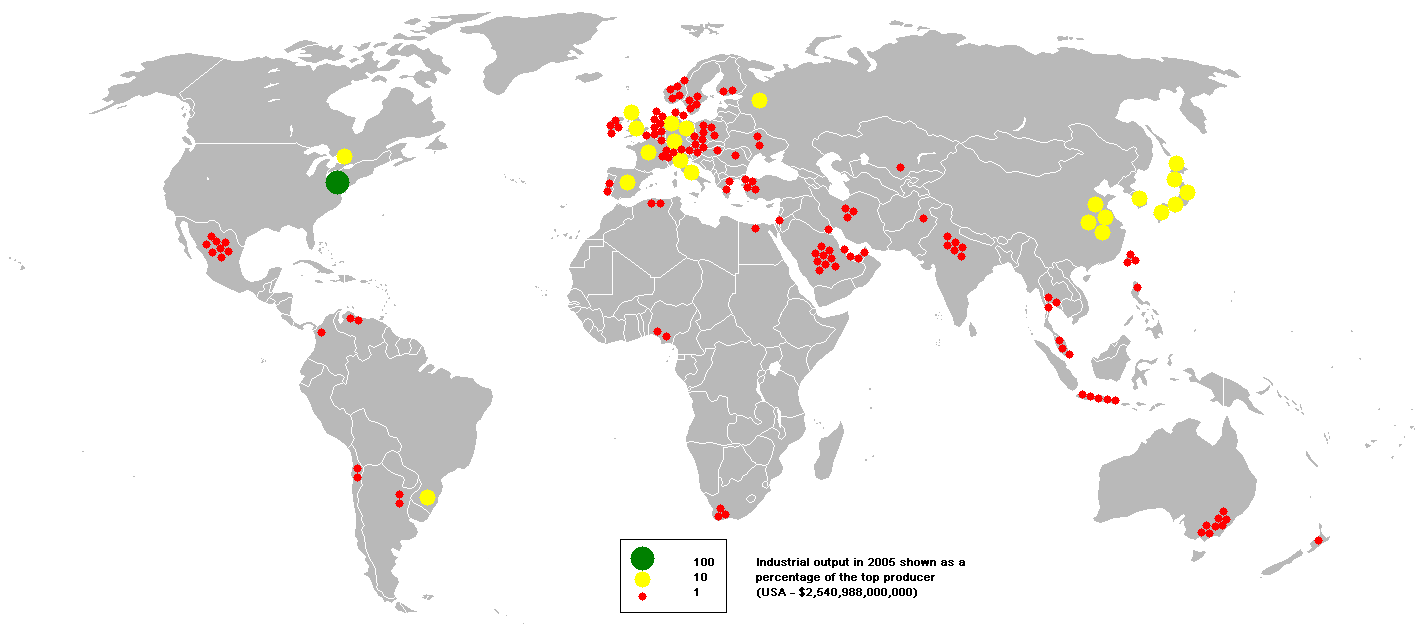
Output industrial em 2005

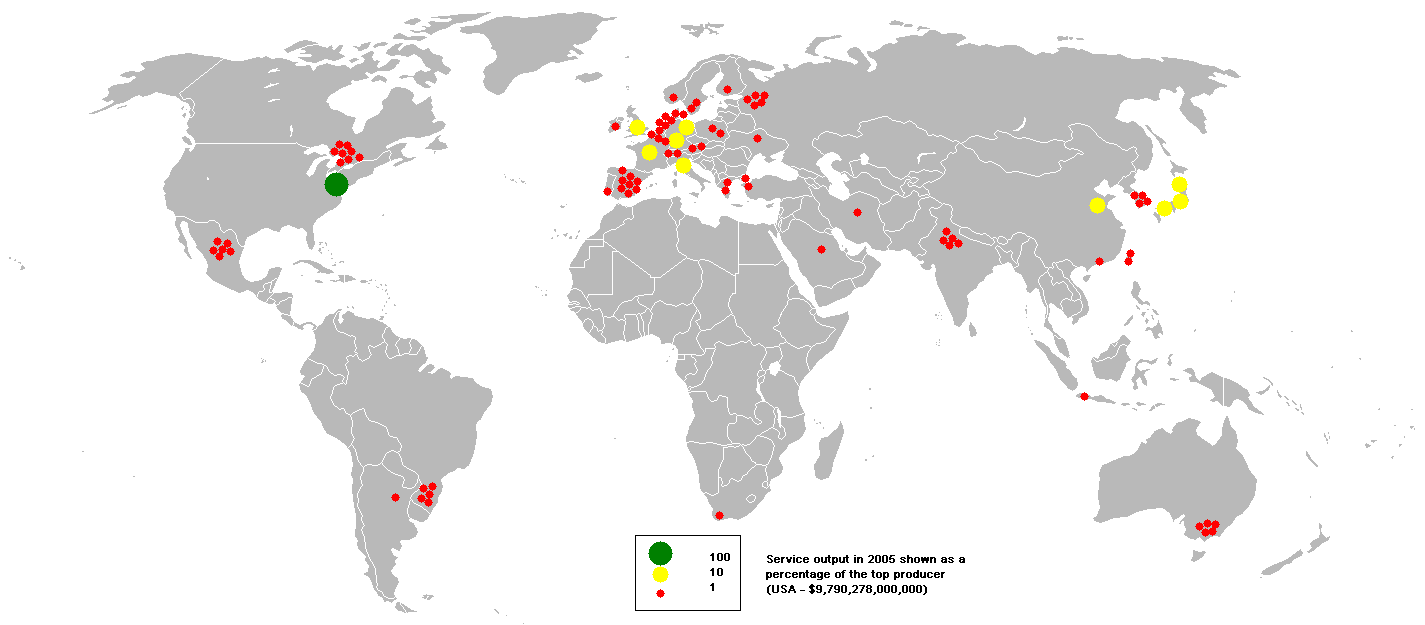
Output de serviços em 2005

A hipótese dos três setores é uma hipótese da atividade económica que divide as economias em três setores da atividade: extração de matérias primas (Setor primário), indústria (Setor secundário), comércio e serviços (Setor Terciário).  Foi desenvolvida por Colin Clark e Jean Fourastié.
Segundo a hipótese, a ênfase central de uma atividade económica muda do sector primário para o secundário e finalmente para o terciário. Fourastié encarou o processo como essencialmente positivo, e em The Great Hope of the Twentieth Century escreve sobre o aumento da qualidade de vida, segurança social, florescimento da educação e cultura, nível mais elevado de qualificações, humanização do trabalho, e minimização do desemprego.